# Angie Thomas
Pour les articles homonymes, voir Thomas.
Œuvres principales
- The Hate U Give : La Haine qu'on donne
- Parée pour percer : Tu peux pas m'arrêter
- Concrete Rose

Angie Thomas, née le 20 septembre 1988 à Jackson dans le Mississippi, est une romancière américaine. Elle est connue pour son roman The Hate U Give, publié en 2017, puis adapté au cinéma sous le titre The Hate U Give : La Haine qu'on donne en 2018.

## Biographie
Angie Thomas naît en 1988 à Jackson dans le Mississippi. Sa famille vit dans la petite ville de Georgetown. Angie Thomas est témoin d'une fusillade déclenchée par des trafiquants de drogue dans un parc à l'âge de six ans. Elle fait ses études à la Belhaven University, à Jackson, où elle obtient un diplôme d'écriture créative, en 2009.
Attirée très tôt par la littérature, elle écrit une nouvelle intitulée The Hate U Give en 2009 après la mort d'Oscar Grant, un jeune noir tué par la police. En 2015 elle est secrétaire d'un évêque et en même temps qu'elle travaille elle reprend sa nouvelle pour en faire un roman pour la jeunesse, racontant du point de vue de la témoin l'interpellation à laquelle celle-ci a assisté et la mort du jeune homme. Alors que plusieurs tentatives pour se faire éditer ont été infructueuses, elle soumet son roman à une organisation à but non-lucratif We Need Diverse Books qui récompense son travail et le dote d'un prix,. Son roman est ensuite édité par HarperCollins et est classé en tête des ventes par le New York Times dès la première semaine. 
Le livre est adapté au cinéma (The Hate U Give : La Haine qu'on donne réalisé par George Tillman Jr.) et Angie Thomas, pour garder le contrôle de son œuvre en est une coproductrice. Le film reste dans le classement plusieurs semaines d'affilée. En février 2019 elle publie un deuxième roman, On the Come Up (en), traduit en français en 2020 sous le titre Parée pour percer – Tu peux pas m’arrêter. 
En janvier 2021 est publié Concrete Rose (Rose en béton ), qui se passe 17 ans avant The Hate U Give et raconte l'histoire d'un de ses personnages.

## Œuvres

### Romans
- The Hate U Give : La Haine qu'on donne, Nathan, 2018 ((en) The Hate U Give, 2017), trad. Nathalie Bru, 494 p.  (ISBN 978-2-09-257673-1)
- Parée pour percer : Tu peux pas m'arrêter, Nathan, 2020 ((en) On the Come Up, 2019), trad. Nathalie Bru, 496 p.  (ISBN 978-2-09-258971-7)
- Concrete Rose : Quand une rose pousse dans le béton, Nathan, 2022 ((en) Concrete Rose, 2021), trad. Nathalie Bru, 407 p.  (ISBN 978-2-09-249071-6)
- (en) Blackout, 2021
- Nic Blake et le Secret de la prophétie, Nathan, 2024 ((en) Nic Blake and the Remarkables, 2023), trad. Lucie Calmanovic-Plescoff, 448 p.  (ISBN 978-2-09-502254-9)

## Prix et distinctions
- 2015 : prix Walter Grant de We Need Diverse Books[11]
- 2018 : William C. Morris Award pour La Haine qu'on donne (The Hate U Give)[12]
- 2018 : finaliste du prix Michael L. Printz pour La Haine qu'on donne (The Hate U Give)[13]
- 2018 : Coretta Scott King Book Awards Author Honor Book pour La Haine qu'on donne (The Hate U Give)[14]
- 2018 : finaliste Médaille Carnegie pour La Haine qu'on donne (The Hate U Give)[15]
- 2018 : Waterstones Children’s Book Prize pour La Haine qu'on donne (The Hate U Give)[16]
- 2020 : Finaliste Médaille Carnegie[17] pour Parée pour percer : Tu peux pas m'arrêter (On the Come Up)